# So Real (album Mandy Moore)
So Real è il primo album in studio della cantante statunitense Mandy Moore, pubblicato il 7 dicembre 1999.

## Descrizione e promozione
Pubblicato quanto la cantante aveva solo 15 anni, l'album vede delle sonorità teen pop, sfruttando quindi il momento di popolarità che stava avendo questo genere alla fine degli anni 1990 con altre cantanti come Britney Spears, Christina Aguilera e Jessica Simpson.
Il primo singolo estratto, Candy, ha avuto successo in Australia, Nuova Zelanda e Regno Unito, dove ha raggiunto la top 10, mentre negli Stati Uniti è stata una hit moderata, raggiungendo la 41ª posizione e ottenendo un disco d'oro.
I singoli successivi, Walk Me Home e So Real, non hanno avuto invece il successo commerciale del singolo precedente.

## Tracce
1. So Real – 3:51 (Tony Battaglia, Shaun Fisher)
2. Candy – 3:56 (Tony Battaglia, Dave Katz, Jive Jones, Denise Rich)
3. What You Want – 3:42 (Tony Battaglia, Shaun Fisher, Skip Masland)
4. Walk Me Home – 4:23 (Tony Battaglia, Shaun Fisher)
5. Lock Me In Your Heart – 3:31 (Tony Battaglia, Shaun Fisher)
6. Telephone (Interlude) – 0:15
7. Quit Breaking My Heart – 3:53 (Tony Battaglia, Shaun Fisher)
8. Let Me Be The One – 3:49 (Ian Foster)
9. Not Too Young – 3:52 (Tony Battaglia, Obie Morant)
10. Love Shot – 4:24 (Carl Sturken, Evan Rogers)
11. I Like It – 4:26 (Howie Dorough, Mike Lorello, Tony Moran, Denise Rich)
12. Love You For Always – 3:22 (Tony Battaglia, Shaun Fisher)
13. Quit Breaking My Heart (Reprise) – 3:31 (Tony Battaglia, Shaun Fisher)

## Successo commerciale
L'album ha debuttato alla posizione 76 della classifica statunitense, per poi raggiungere la posizione 31. Ha speso un totale di 23 settimane in classifica.
In generale si tratta dell'album di maggior successo della Moore, con 3 milioni e mezzo di copie vendute in tutto il mondo, ed è stato certificato disco di platino negli Stati Uniti per aver venduto più di un milione di copie.

## Classifiche

### Classifiche settimanali
| Classifica (2000) | Posizione massima |
| ----------------- | ----------------- |
| Stati Uniti       | 31                |

### Classifiche di fine anno
| Classifica (2000) | Posizione |
| ----------------- | --------- |
| Stati Uniti       | 116       |